# Joachim Marquardt
Karl Joachim Marquardt (Danzica, 19 aprile 1812 – Gotha, 30 novembre 1882) è stato un filologo classico tedesco.

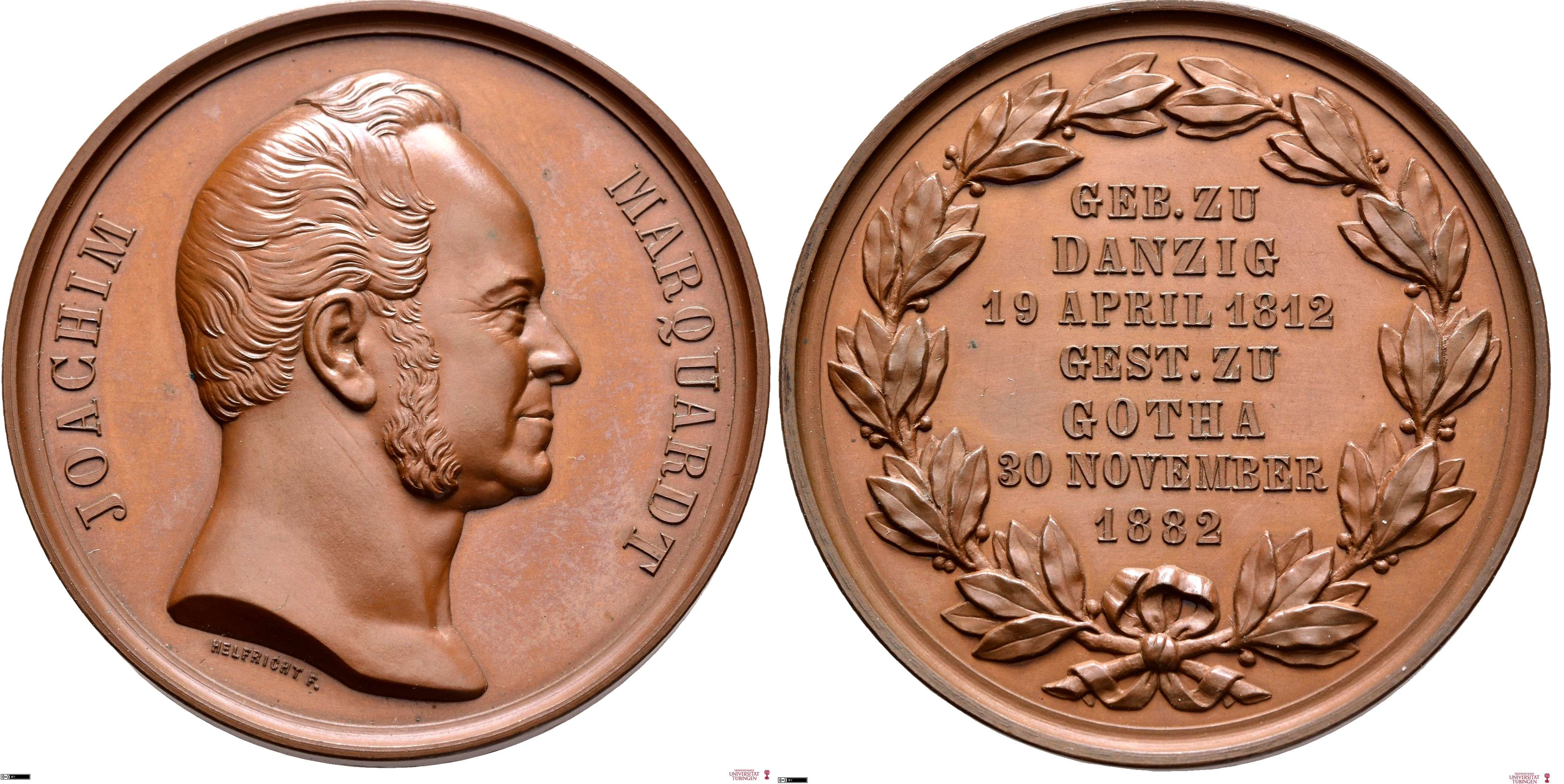
Medaglia di Karl Joachim Marquardt (1883)

Dopo la morte di Wilhelm Adolf Becker (1846), Marquardt ne continuò con Theodor Mommsen l'Handbuch der römischen Altertümer, portandolo a termine nel 1863.
Nel 1883 gli venne dedicata una medaglia.